# Izabella (szőlőfajta)
Az Izabella vagy Eperszőlő egy régi direkt termő, áthatóan labruska (rókaszőlő) ízű és illatú szőlőfajta, amely az Amerikában őshonos, vadon termő  Vitis labrusca és az európai Vitis vinifera egyik ismeretlen ágának hibrid fajtája. Amikor az Izabella bekerült Európába, vele együtt megjelent a filoxéra is. Az Izabellából készült must magas pektintartalma miatt a bor erjedése közben túl sok mérgező metanol képződik. Telepítése, pótlásra való felhasználása Magyarországon évtizedek óta tilos, az érvényes Bortörvény rendelkezése alapján tőkéit 2000 végéig ki kellett vágni. Hazánkban kizárólag kiskerti termesztésben találkozunk vele. Csemegeszőlőként fogyasztható és a családi borászatokban nem ütközik jogszabályba.

## Eredete, elterjedtsége
Az Izabella fajta előállítása az amerikai William R. Prince szőlőnemesítő nevéhez fűződik, aki a keresztezendő szőlőtőkéket a dél-karolinai Isabella Gibbstől kapta, majd az új fajtát az asszonyról nevezte el 1816-ban. Az Izabella fajta igen hamar, 1820-ban Európába került, elsőként Franciaországban, majd az elzászi szőlősgazda Baumann fivérek közvetítésével Németországban terjedt el.
A fajta mai ültetvényeit világszerte 70 000 hektárra becsülik, amelynek közel egynegyede Brazíliában terem. További jelentős termőterületei Amerikában (Dél-Karolina, Delaware, Virginia) és az egykori Szovjetunió utódállamainak területén vannak; Azerbajdzsán, Grúzia, Moldávia és Ukrajna szőlő- és bortermelő vidékein. Megtalálható még Ausztriában, Franciaországban, Olaszországban és Svájcban, de általános tendenciaként Európából kiszorulóban van.
Legalább 50 hasonneve létezik, amelyek közül a legismertebbek: Alexander, Black Cape, Borgoña, Champania, Constantia, Dorchester, Framboisier, Fragola, Raisin De Cassis, Moschostaphylo, Kerkyraios, Tzortzidika, Uhudler és Isabella  Archiválva 2007. április 11-i dátummal a Wayback Machine-ben
Ausztriában, a mai Dél-Burgenland területén viszonylag ismert szőlőfajta. Uhudlerként ismerik, nedűjének színe a rozéhoz hasonló. Bora „olcsó lőré”, de jól fejbe vágja az embert.

## Jellemzői
Tőkéje igen erős növekedésű, bőtermő. Fürtje közepesen nagy, laza; bogyói közepesek, sötétlilás kék színűek, gömbölyűek, nyálkás húsúak, vastag héjúak. Október elején érik, fagytűrő, rothadásnak és gombabetegségeknek ellenáll.
Bora erős, jellegzetes labruska ízű asztali vörös-, illetve rövid erjesztéssel könnyebb rozébor.